# انتخابات سنای جمهوری چک (۲۰۱۸)
انتخابات سنای جمهوری چک (۲۰۱۸) (انگلیسی: Czech Senate election, 2018) همزمان با انتخابات شهرداری‌ها در جمهوری چک برگزار شد.

## سیستم انتخاباتی
یک سوم از ۸۱عضو مجلس سنای جمهوری چک هر دو سال یکبار انتخاب می‌شوند و این مدت نمایندگی سناتورها را شش سال می‌کند. کرسی‌ها در حوزه‌های تک تک نمایندگان انتخاب می‌شوند و نظام انتخاباتی دو مرحله‌ای می‌باشد.

### جدول زمانی
- ۱۳ ژوئن ۲۰۲۰–:  نماینده(حوزه انتخاباتی  لون)

## تالیفات
- اوا برمز، تعارضات بین حقوق اساسی، جالب، ۲۰۰۸، ISBN ۹۰-۵۰۹۵-۷۷۹-X، ۹۷۸۹۰۵۰۹۵۷۷۹۳
- Eva Brems (قرمز)، فدرالیسم و حمایت از حقوق بشر در اتیوپی، جلد 8  و فان رخت  سیاست در آفریقا، L،لیت ورلاگ مانستر ۲۰۰۸, ISBN ۳-۰۳۷۳۵-۹۴۰-۴، ISBN ۹۷۸-۳-۰۳۷۳۵ ۹۴۰–۲
- اوا برمز، ماده ۱۴: حق آزادی اندیشه، وجدان و مذهب، جلد ۱۴ وان تفسیر کنوانسیون ملل متحد در مورد حقوق کودک، ناشران مارتینوس نیجهوف، ۲۰۰۶، ISBN ۹۰-۰۴-۱۴۷۲۱-۷، ISBN 978-90-04-14721-8
- اوا برمز، حقوق بشر: جهان شمولیت و تنوع، جلد ۶۶ وان مطالعات بین‌المللی در حقوق بشر، انتشارات مارتینوس نیجهوف، ۲۰۰۱، ISBN ۹۰-۴۱۱-۱۶۱۸-۴، ISBN ۹۷۸-۹۰-۴۱۱-۱۶۱۸-۵